# Бетоле ди Тортона (Алесандрија)
Бетоле ди Тортона (итал. Bettole) је насеље у Италији у округу Алесандрија, региону Пијемонт.
Према процени из 2011. у насељу је живело 77 становника. Насеље се налази на надморској висини од 160 м.